# Oorlogsmonument Steenbergen
Het oorlogsmonument in Steenbergen is een monument ter nagedachtenis aan de slachtoffers van de Tweede Wereldoorlog.

## Beschrijving
Het oorlogsmonument werd gemaakt door beeldhouwer Niel Steenbergen, het wordt in zijn biografie Vredesgedenkteken genoemd. Het is een ruim vier meter hoge tufstenen zuil die wordt bekroond met het Andreaskruis en meerminnen van het wapen van Steenbergen. 
Op de zuil is in reliëf een voorstelling van Daniël en twee leeuwen te zien, naar het verhaal van Daniël in de leeuwenkuil uit het Bijbelboek Daniël. Het symboliseert de "vertrouwvolle overgave aan God en de daarmee gepaard gaande vreugde over de redding, die nabij is". Boven de voorstelling vermeldt een inscriptie de bevrijdingsdatum van Steenbergen (4 november 1944). Het monument werd op 14 augustus 1958 onthuld.
Op een plaquette in de voet staat: 

NOVEMBER 1944
TER HERINNERING AAN
ALLEN UIT ONZE GEMEENTE
DIE DOOR HET OORLOGSGEWELD
EN DOOR HET VERZET
ZIJN OMGEKOMEN

Tijdens de jaarlijkse dodenherdenking worden bloemen en kransen bij het monument gelegd.